# (4942) Munroe
4942 Munroe, designação provisória 1987 DU6, é um asteroide das regiões internas do cinturão de asteroides, com aproximadamente 3 quilômetros de diâmetro. Foi descoberto em 24 de fevereiro de 1987, pelo astrônomo belga Henri Debehogne no Observatório de La Silla do ESO, no norte do Chile, e mais tarde recebeu o nome do cartunista americano e ex-probista da NASA Randall Munroe.

## Características físicas
Na taxonomia SMASS, Munroe é caracterizado como um asteroide do tipo X. Tem uma magnitude absoluta de 13,5.

### Curvas de luz
A partir de 2017, o período de rotação, os pólos e a forma Munroe permanecem desconhecidos.

## Nomenclatura
Em 2013, recebeu o nome de Randall Munroe (nascido em 1984), um ex-bobista da NASA e autor do webcomic xkcd.  O nome foi escolhido pelos leitores do xkcd Lewis Hulbert e Jordan Zhu.  A citação de nomenclatura oficial foi publicada em 22 de julho de 2013 ( M.P.C. 84378 ).